# 園部八奏
園部 八奏（そのべ わかな、2008年1月17日 - ）は、日本の女子テニス選手。埼玉県出身。自己最高ランキングはシングルス275位。身長174cm。左利き、バックハンド・ストロークは両手打ち。2025年全豪オープンジュニア女子シングルス優勝、2024年全米オープンジュニア女子シングルス準優勝。

## 経歴
4歳から浦和スポーツクラブで、内村コーチの元テニスを始める。小学校1年生から4歳年上の兄と共に与野テニスクラブへ、2022年2月からアメリカ合衆国のIMGアカデミーを拠点としている。

### 2023年
全豪オープンでは、エマーソン・ジョーンズと組み2回戦進出。ウィンブルドン選手権では、1回戦でミカ・ストイサブリェビッチに敗れた。全米オープンにおいて、1回戦でストイサブリェビッチに再び敗れたが、ジュニア女子ダブルスで木下晴結と組み準決勝進出。

### 2024年
全仏オープンジュニア女子ダブルスでストイサヴリェビッチと組み準々決勝に進出したが、イヴァ・ヨヴィッチとタイラ・カテリーナ・グラントに敗れた。ウィンブルドン選手権では、ジュニア女子ダブルスでイバ・イワノバと組み、準々決勝進出。ジュニア女子シングルスでは、3回戦でイヴァ・ヨヴィッチに敗れた。全米オープンジュニア女子シングルスでは、Mingge Xuを破り、決勝に進出したが、ミカ・ストイサヴレヴィチに敗れ、準優勝。

### 2025年
全豪オープンジュニア女子シングルスでは、準々決勝でタリア・コッキニス、準決勝でエマーソン・ジョーンズを破り、2年連続でジュニアグランドスラム決勝に進出。決勝でクリスティーナ・ペニコバを破り、初優勝を果たした。全豪オープンジュニア女子シングルスで日本選手として初めての優勝となり、四大大会ジュニア女子シングルスにおける日本選手の優勝は1969年ウィンブルドン選手権で沢松和子が優勝して以来56年ぶりである。ダブルスにおいてもミカ・ストイサヴレヴィチと組み準々決勝進出。
アブダビ・オープンで予選を通過して本戦入りし、初のWTAツアー本戦入りを果たすと、1回戦で袁悦に勝利。2回戦でオンス・ジャバーに敗れた。